# Krásná
Krásná ([ˈkraːsnaː]) (deutsch Schönbach b. Asch) ist eine Gemeinde im Karlovarský kraj in Tschechien.

## Geographie

### Geographische Lage
Krásná ist die westlichste Gemeinde der Tschechischen Republik. Mit der Vertreibung der Deutschen im Jahr 1945 löste sie Klenčí pod Čerchovem als westlichsten Ort des tschechischen und damit geschlossenem slawischsprachigen Siedlungs- und Sprachraums ab.

### Gemeindegliederung
Die Gemeinde Krásná besteht aus den Ortsteilen Krásná (Schönbach) und Kamenná (Steinpöhl). Grundsiedlungsheiten sind Kamenná, Krásná, Štítary (Schildern) und Újezd (Mähring). Zu Krásná gehört außerdem die Ansiedlung Větrov.
Das Gemeindegebiet gliedert sich in die Katastralbezirke Krásná, Štítary u Krásné und Újezd u Krásné.

### Nachbarorte
|       | Hranice (Roßbach)                           |                    |
| Rehau | Kompassrose, die auf Nachbargemeinden zeigt | Podhradí (Neuberg) |
|       | Aš (Asch)                                   |                    |

## Geschichte

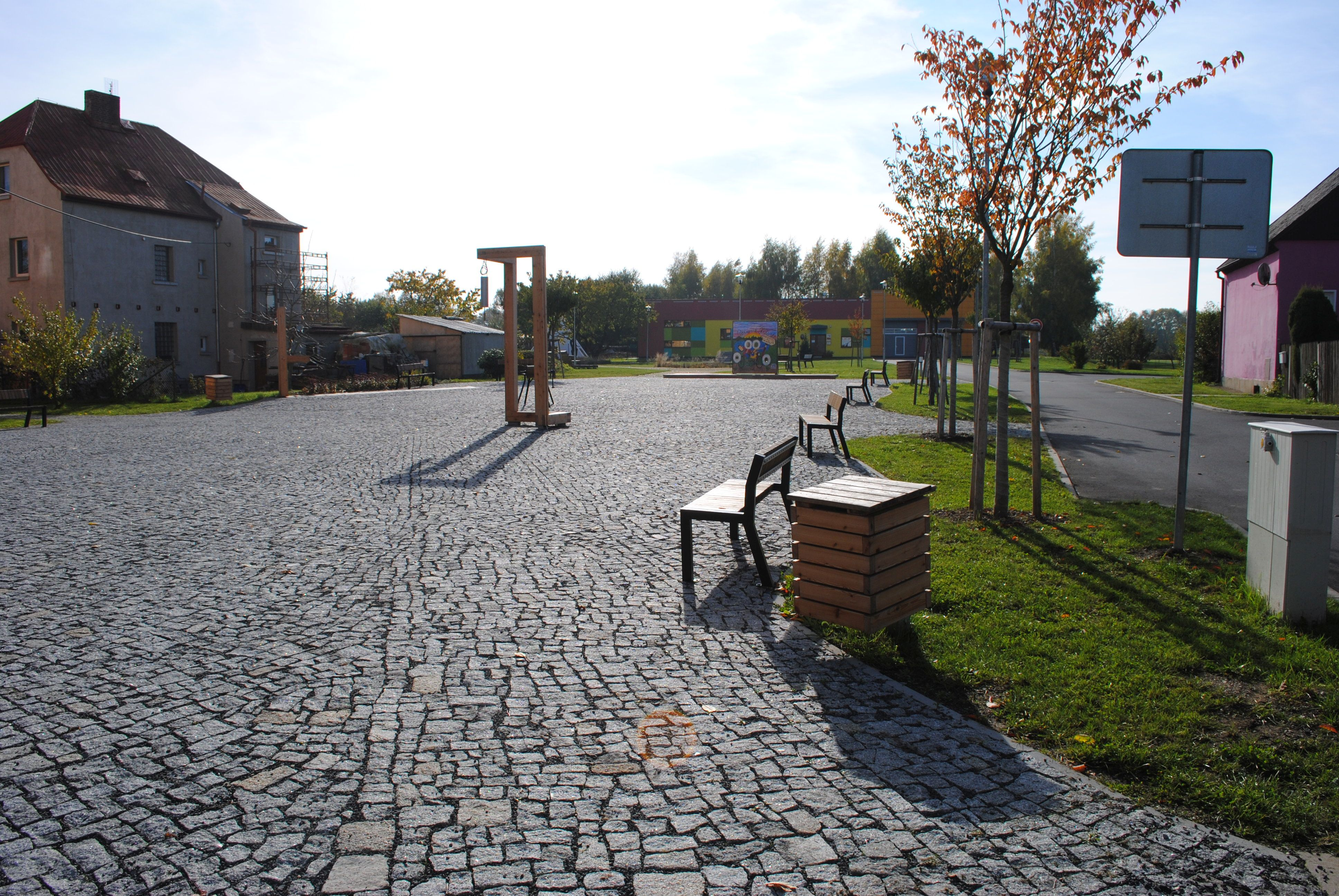
Zentrum

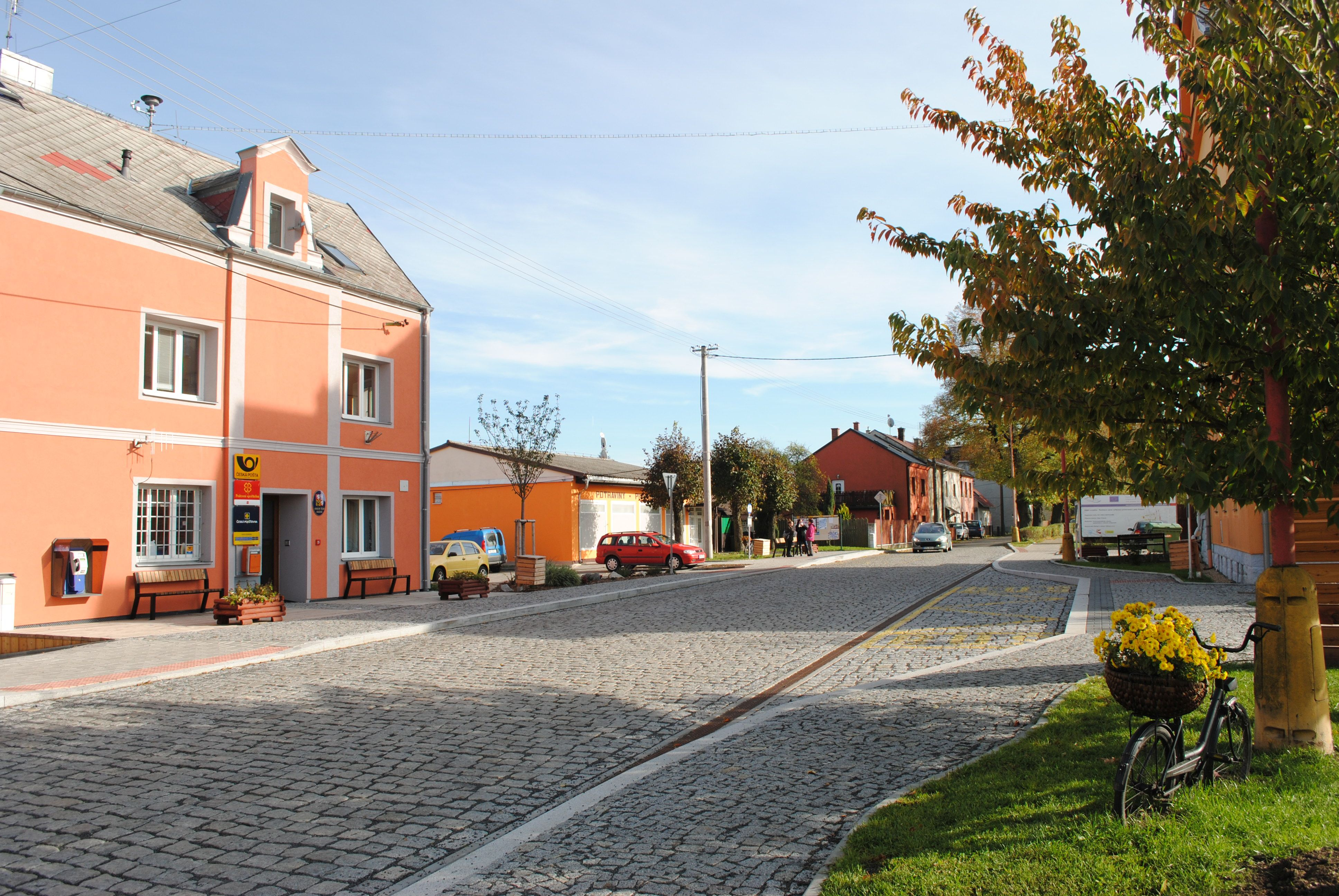
Hauptstraße

Nach der Urbarmachung und Besiedlung im 12. Jahrhundert durch die Waldsassener Zisterzienser wurde der Ort 1395 das erste Mal urkundlich erwähnt. 1688 zählten zu Schönbach ein Schloss, zwei Gutshöfe, zwei Mühlen und elf Bauernhöfe. Im Jahre 1845 bestand das an der Hofer Straße gelegene und in die Ortschaften Ober-Schönbach und Unter-Schönbach unterschiedene Dorf Schönbach aus 112 Häusern mit 960 Einwohnern. Im Ort gab es ein k.k. Hilfs-Grenzzollamt, ein obrigkeitliches Schloss, ein obrigkeitliches Bräuhaus, vier dominikale Vorwerke, eine dominikale Schäferei sowie zwei Wirtshäuser. Abseits lagen die Einschichten Neuhaus (Nové Domy, zwei Häuser), Schwarze Loh (Černý Luh, fünf Häuser), Knallhütte (ein Haus), Jackelmühle (Jaklův mlýn) mit einer Weißgerberwalke am Ascher Bach, Rothe Mühle (Červený mlýn) mit einer Weißgerber- und einer Tuchmacherwalke sowie die Fuchs- oder Schützen-Lohmühle (Větrov). Gepfarrt war das Dorf nach Asch bzw. Niklasberg. Bis zur Mitte des 19. Jahrhunderts blieb Schönbach der Herrschaft Asch untertänig.
Mit Wirkung vom 16. Januar 1905 lösten sich Mähring und Schildern (mit Ängerlein, Schilderberg, Tiefenreuth und Farnhaus) von Schönbach los und bildeten eigene Gemeinden. Die nordwestlich der Stadt Asch gelegene Gemeinde Schönbach bestand danach aus den Ortsteilen Oberschönbach, Unterschönbach, Soldatenhäuser, Schwarzlohe, Wiedenfeld, Steingeröll, Katharinenstadt, Banat, Bärendörfel und Neuhausen.
Nach der Aufhebung der Patrimonialherrschaften bildete Schönbach ab 1849 eine Gemeinde im Gerichtsbezirk Asch. Ab 1868 gehörte das Dorf zum Bezirk Asch. Die Herren von Zedtwitz auf Oberschönbach spielten in der Geschichte des Ortes bis in die 1920er eine bedeutende Rolle. 1929 verarmte dieser Familienzweig der Zedtwitzer und musste seine Besitztümer veräußern. Nach der Gründung der ersten tschechoslowakischen Republik im Oktober 1918 kamen tschechische Bürger in das bis dahin deutsche Gebiet. Bei der Volkszählung 1920 wurden in Schönbach 2014 Einwohner, davon 1860 Deutsche, gezählt.
Nach dem Münchner Abkommen wurde Schönbach dem Deutschen Reich zugeschlagen und gehörte bis 1945 zum Landkreis Asch.
Die deutsche Bevölkerung wurde 1946 enteignet und vertrieben.
1952 erfolgte die Eingliederung der aufgelösten Gemeinden Újezd und  Štítary. Zwischen 1975 und 1990 war Krásná nach Aš eingemeindet.

## Einwohnerentwicklung
| Jahr | Einwohnerzahl |
| ---- | ------------- |
| 1869 | 1765          |
| 1880 | 1943          |
| 1890 | 2040          |
| 1900 | 2502          |
| 1910 | 2797          |

| Jahr   | Einwohnerzahl |
| ------ | ------------- |
| 1921   | 2406          |
| 1930   | 2575          |
| 1950   | 642           |
| 1961 1 | 542           |
| 1970 1 | 473           |

| Jahr   | Einwohnerzahl |
| ------ | ------------- |
| 1980 2 | 446           |
| 1991 2 | 443           |
| 2001 2 | 430           |
| 2011 2 | 507           |

## Wirtschaft
Im Ort besteht die Slévárna Heunisch a.s. Heunisch-Guss Aluminiumgießerei mit circa 330 Beschäftigten.